# Tiger Muay Thai
Tiger Muay Thai es un gimnasio de artes marciales mixtas y muay thai localizado en Phuket, Tailandia. Tiene muchos atletas destacables como los campeones de UFC Alexander Volkanovski, Valentina Shevchenko y Petr Yan.

## Historia
William McNamara, un estadounidense que enseñaba Inglés en una Escuela Católica, tenía un gimnasio en Phuket que se enfocaba solamente en el entranamiento de muay thai. El gimnasio ganó popularidad, así que con la ayuda de inversores fundó Tiger Muay Thai en unas instalaciones notablemente más amplias en 2003. Posteriormente, el programa de artes marciales mixtas al repeterio del gimnasio por McNamara.
Desde 2013, el gimnasio realiza pruebas anuales de equipos done los mejores aspirantes reciben becas para programas de artes marciales mixtas y muay thai. Entre los ganadores de las pruebas se destacan peleadores como Kai Kara-France, Dan Hooker, Loma Lookboonmee y Casey O'Neill.
En 2015, el gimnasio fue vendido a empresarios tailandeses y uno de ellos, Viwat Sakulrat, se convirtió en el director general del gimnasio. Desde entonces, el gimnasio ha continuado creciendo y se ha establecido como uno de los más destacables gimnasios de muay thai.
En julio de 2021, los hermanos Hickman anunciaron que dejaban el gimnasio en una separación amistosa. En abril de 2022, abrieron su propio gimnasio llamado Bangtao Muay Thai & MMA.

## Gimnasios
Aunque el Tiger Muay Thai original en Chalong, Phuket se mantiene como sus cuarteles generales, se abrió una sucursal en el distrito de San Sai, Chiang Mai en 2013.
En 2019, se abrió Tiger Muay Thai Beachside en Chalong.

## Peleadores destacables
- Petr Yan, ex-Campeón de Peso Gallo de UFC
- Vadim Nemkov, actual Campeón Mundial de Peso Semipesado de Bellator
- Anatoliy Malykhin, actual Campeón Mundial de Peso Pesado y Peso Semipesado de ONE
- Roman Kryklia, actual Campeón Mundial de Kickboxing de Peso Semipesado de ONE
- Tang Kai, actual Campeón Mundial de Peso Pluma de ONE
- Fabricio Andrade, actual Campeón Mundial de Peso Gallo de ONE
- Chingiz Allazov, Campeón del Grand Prix de Kickboxing de Peso Pluma de ONE
- Artem Belakh (ONE Championship)
- Vitaly Bigdash, ex-Campeón Mundial de Peso Mediano de ONE
- Alexander Volkanovski, ex-Campeón Mundial de Peso Pluma de UFC
- Israel Adesanya, ex-Campeón Mundial de Peso Mediano de UFC
- Valentina Shevchenko, Campeona Mundial de Peso Mosca Femenino de UFC
- Antonina Shevchenko (UFC)
- Damir Ismagulov (UFC)
- Dan Hooker (UFC)
- Rafael Fiziev (UFC)
- Tai Tuivasa (UFC)
- Arman Tsarukyan (UFC)
- Loma Lookboonmee, primera peleadora tailandesa de UFC
- Brad Riddell (UFC)
- Kai Kara-France (UFC)
- Timofey Nastyukhin (ONE Championship)
- Dave Leduc, peleador canadiense de Lethwei y Campeón de Peso Crucero de WLC
- Anissa Meksen, ex-Campeona de Peso Súper Gallo Femenino de Glory (ONE Championship)
- Khamzat Chimaev (UFC)